# Syrphoctonus subopacus
Syrphoctonus subopacus är en stekelart som först beskrevs av Stelfox 1941.  Syrphoctonus subopacus ingår i släktet Syrphoctonus och familjen brokparasitsteklar. Arten är reproducerande i Sverige. Inga underarter finns listade i Catalogue of Life.